# Kunowo (powiat szamotulski)
Kunowo – wieś w Polsce położona w województwie wielkopolskim, w powiecie szamotulskim, w gminie Duszniki.

## Historia
Pod koniec XIX wieku Kunowo pod względem administracyjnym leżało w powiecie szamotulskim i liczyło 9 domostw i 100 mieszkańców. Wśród ludności przeważali katolicy (94) nad ewangelikami (6). Majątek Kunowo liczył 7 domostw, 146 mieszkańców i był własnością rodziny Prusimskich, a potem Grabskich. W okresie międzywojennym właścicielem folwarku Kunowo był oficer Wojska Polskiego, rotmistrz pospolitego ruszenia Marian Bąkiewicz (1886-1940) syn Adama i Weroniki z Muskatów, uczestnik I wojny światowej w armii rosyjskiej oraz wojny polsko-bolszewickiej, ofiara zbrodni katyńskiej zamordowana w Katyniu.
W latach 1975–1998 miejscowość należała administracyjnie do województwa poznańskiego. W 2011 w Kunowie mieszkało 186 osób.